# Mayomyzontidae
 (décembre 2018).
Si vous disposez d'ouvrages ou d'articles de référence ou si vous connaissez des sites web de qualité traitant du thème abordé ici, merci de compléter l'article en donnant les références utiles à sa vérifiabilité et en les liant à la section « Notes et références ».
Famille
Les Mayomyzontidae forment une  famille éteinte de poissons agnathes. Ils se caractérisaient par une absence de dents.

## Liste des genres
- † Legendrelepis
- † Mayomyzon
- † Mesomyzon
- † Hardistiella
- † Pipiscius
- † Priscomyzon

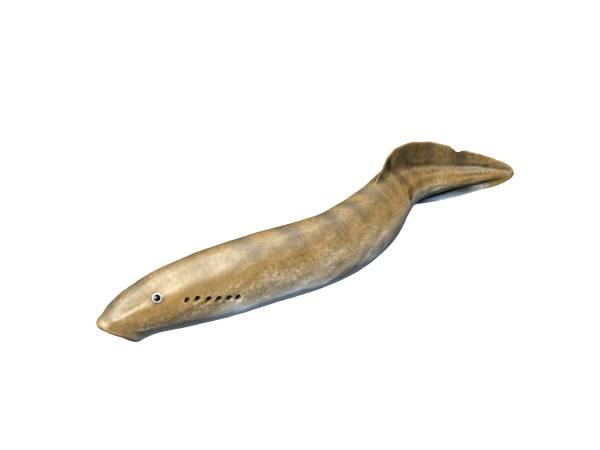
Vue d'artiste d'un Mayomyzontidae du genre Mayomyzon.

La seule espèce assignée avec certitude et large consensus à cette famille est Mayomyzon pieckoensis, elle a été découverte dans le Carbonifère supérieur (Pennsylvanien) de l'Illinois (États-Unis), il y a environ 300 Ma (millions d'années). Les autres genres et espèces cités ci-dessus font ou ont fait l'objet de discussion et ne sont pas acceptés par tous les auteurs.